# 옌안시루역
옌안시루역(延安西路站)은 상하이 창닝구 옌안 서로·카이솬로에 위치한 상하이 지하철 3호선과 4호선의 환승역이자 고가역이다.

## 역 구조
이 역은 2면 2선의 상대식 승강장으로 이루어졌다.
| 3층 | 상대식 승강장, 오른쪽 출입문이 열림 | 상대식 승강장, 오른쪽 출입문이 열림                 |
| 3층 | ←                                   | ■3호선 상하이 남역 방면, ■4호선 외선순환(훙차오루)  |
| 3층 | →                                   | ■3호선 장양베이루 방면, ■4호선 내선순환(중산궁위안) |
| 3층 | 상대식 승강장, 오른쪽 출입문이 열림 |                                                     |
| 2층 | 대합실                              | 개집표기, 자동매표기, 유인 안내데스크               |
| 1층 | 출구                                | 1-2출구                                             |

- 옌안시루역 대합실
- 난간형 스크린도어 설치전 승강장 (2008년)
- 3호선 옌안시루역에 진입한 AC03형 열차(2013년)
- 4호선 옌안시루역에 정차한 AC03형 열차(2009년)에 정차
- 옌안시루역에 진입한 03A02형 열차
- 옌안시루역 훙차오 방면 궤도

## 역 인근
- 둥화 대학(东华大学)
- 톈산 공원, 카이차오 녹지

## 연결 가능한 버스 교통
57, 71, 74, 190로, 1250, 1251, 776

## 출구
|                         |                                               |  |  |
|                         |                                               |  |  |
| 출구 번호               | 출구 위치                                     |  |  |
| 1번 출구                | 카이솬로(凯旋路) 서측, 우이로(武夷路) 남측    |  |  |
| 2번 출구                | 카이솬로(凯旋路) 서측, 옌안 서로(延安西路) 측 |  |  |
| 아이콘 설명: 엘리베이터 |                                               |  |  |